# Nils-Gustav Hahl
Nils-Gustav Hahl (* 7. August 1904 in Helsinki; † 3. September 1941 in Bromarv) war ein finnlandschwedischer Kunsthistoriker und Unternehmer.
Hahls Eltern waren der Professor Carl Hahl und Maria Emilia Åkerman. Seine Schwester war die Keramik- und Textildesignerin  Marita Lybeck.
Ab 1922 ging Nils-Gustav Hahl auf das schwedischsprachige Gymnasium Nya svenska läroverket, heute Gymnasiet Lärkan, in Helsinki. 1929 machte er seinen Universitätsabschluss (candidatus) in Kunstgeschichte an der Universität Helsinki. Bereits seit 1928 schrieb Hahl Artikel und Rezensionen für Zeitschriften in Finnland und Schweden.
Im Jahr 1935 gründete Hahl, zusammen mit Aino und Alvar Aalto sowie Maire Gullichsen, das Unternehmen Artek, dessen Präsident und CEO Hahl bis zu seinem Tode 1941 war. Im Jahre 1939 war er einer der Gründungsmitglieder des Kunstvereins Föreningen Nutidskonst („Verein für moderne Kunst“).
Während des Fortsetzungskriegs zwischen der Sowjetunion und Finnland verschwand er am 3. September 1941 als Sanitätsunteroffizier an der Hankofront auf der Halbinsel Hanko in Südwestfinnland, seine Leiche wurde am 4. Dezember 1941 in der Nähe von Bromarv gefunden.